# Antilopins
Els antilopins (Antilopinae) són una subfamília de bòvids que inclou diversos gèneres d'antílops i gaseles, majoritàriament presents al continent africà.

## Gèneres
- Ammodorcas Thomas, 1891
- Antidorcas Sundevall, 1847
- Antilope Pallas, 1766
- Dorcatragus Noack, 1894
- Gazella Blainville, 1816
- Litocranius Kohl, 1886
- Madoqua Ogilby, 1837
- Neotragus Hamilton Smith, 1827
- Oreotragus A. Smith, 1834
- Ourebia Laurillard, 1842
- Procapra Hodgson, 1846
- Raphicerus Hamilton Smith, 1827
- Saiga Gray, 1843